# 元弼 (广川县子)
元弼（5世紀—552年），字宗辅，河南郡洛阳县（今河南省洛阳市东）人，追尊魏昭成帝拓跋什翼犍的后代，使持节、侍中、都督中外诸军事、司空公、领雍州刺史、文宪公元晖之子，元魏宗室，北魏、东魏、北齐官员。

## 生平
元弼个性温和敦厚，容貌举止美丽，因为是魏孝庄帝元子攸舅舅的女婿，特被封为广川县子。元弼的前妻是崔光韶续娶夫人的侄女，元弼任青州刺史时贪婪有很多不法行为，崔光韶因为和他是姻亲，极力批评指责他，元弼怀恨在心。永熙二年（533年）四月，恰逢耿翔在青州反叛，元弼诬陷崔光韶的儿子崔通和叛贼勾结，于是囚禁了崔光韶全家，蛮不讲理的拷问，而崔光韶和元弼争辩，言辞态度毫不退让。天平元年十月丙子（534年11月18日），东魏迁都于邺城，卫大将军、尚书令元弼出任骠骑大将军、仪同三司、洛州刺史，镇守洛阳。天平初年，元弼又累次升迁至尚书令，他的妹妹为高欢纳为妾，因为亲情关系受到高欢的委任，以礼相待十分隆重，历任中书监，武定二年三月壬子（544年5月5日），出任录尚书事。当时尚书左丞宋游道弹劾太师咸阳王元坦、太保孙腾、司徒高隆之、司空侯景、录尚书元弼、尚书令司马子如等人利用公家的金银放贷收取利息。元弼后官至特进、宗师。高洋接受禅让建立北齐后，元弼出任左光禄大夫。天保三年（552年），元弼去世。天保十年（559年），元弼的儿子们与元氏宗族共七百二十一人被诛杀。

## 家庭

### 夫人
- 陇西李氏，北魏镇南将军、侍中、尚书仆射、清渊文穆公李冲孙女

### 子女
- 元士亮，北齐通直散骑常侍、银青光禄大夫、大丞相掾、镇南将军、中山郡太守[12]